# Degerfors kommun
Degerfors kommune (svensk: Degerfors kommun) er en kommune i Örebro län i Sverige. Degerfors kommune har godt 10.000 indbyggere.
59°14′00″N 14°26′00″Ø / 59.233333333333°N 14.433333333333°Ø